# Charles Bowdre

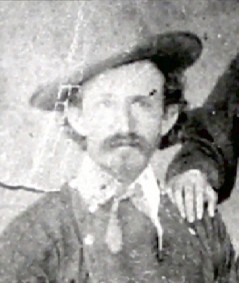
Portretfoto van Charles Bowdre enkele maanden voor zijn dood

Charles (Charlie) Bowdre (1848 – 23 december 1880) was een Amerikaanse outlaw. Hij maakte onder andere deel uit van de bende The Lincoln County Regulators en The Rustlers (de Billy the Kid Gang).

## Jeugd
Toen hij drie jaar was, verhuisde hij met zijn ouders naar Mississippi. In 1854, op zijn vijftiende, hielp hij zijn vader op de boerderij en leerde hij het boerenvak. Ergens tussen 1863 en 1874 ging hij het huis uit en in 1874 kwam hij aan in Lincoln County, New Mexico. In 1877 waren hij en een stel vrienden dronken en begonnen ze om zich heen te schieten, waardoor ze gearresteerd werden.

## Lincoln County War
Toen de The Lincoln County War uitbrak, koos Bowdre voor The Regulators. Op 19 maart 1878 was hij erbij toen Frank Bakler, William Morton en William McCloskey door The Regulators werden doodgeschoten. Hij was ook aanwezig bij een vuurgevecht bij Blazer's Mill, waar Buckshot Roberts werd gedood en waarvoor Bowdre de schuld zou krijgen.

## Na de oorlog
Na de oorlog sloot Bowdre zich aan bij een andere bende, The Rustlers van Billy the Kid. Een paar maanden voor zijn dood trouwde hij met een Mexicaans meisje met de naam Manuela.
Hierdoor deed hij minder vaak mee met The Rustlers en hij was van plan om helemaal te stoppen en de moord op Buckshot Roberts op te biechten, maar hij was er wel bij om Pat Garrett in een hinderlaag te lokken bij Fort Sumner. Dit liep echter uit op een hevig vuurgevecht en enkele leden van de bende vonden de dood, maar de meesten ontkwamen, onder wie Bowdre zelf. Ze vluchtten, maar Garrett kwam op 23 december 1880 weer met hen in gevecht in Stinking Springs, waar ze beschutting vonden in een klein stenen huis, waarin ze het tot de nacht uithielden. Toen Bowdre die nacht de paarden te eten ging geven, schoot Garrett hem echter dood.

## Na zijn dood
Bowdre werd begraven vlak bij Fort Sumner, waar ook een ander bendelid lag, genaamd Tom O'Folliard, en zijn bezittingen werden naar zijn vrouw gestuurd.
De bende van de Kid gaf zich over en de leden werden gevangengenomen. Later ontsnapten ze weer en Garrett kreeg de Kid weer te pakken. Dit keer schoot hij hem dood.
Billy the Kid werd daarna begraven in hetzelfde graf als Bowdre en O'Folliard. Op de grafsteen stonden hun drie namen en het woord "PALS", wat "vrienden" betekent.
In 1962 waren er plannen Bowdres lichaam ergens anders te begraven. Dit gebeurde echter niet, omdat een familielid van Bowdre, Louis Bowdre, tegensputterde: Charles zou liever bij Billy the Kid en O'Folliard willen blijven liggen.